# Cutting Edge
Cutting Edge är Örebrogruppen Franky Lees debutalbum som släpptes januari 2007 på Burning Heart Records.

## Låtlista
Samtliga låtar skrivna av Mathias Färm och Magnus Hägerås, om annat inte anges.
1. "Solitary"
2. "Antifreeze"
3. "Cold Eyes"
4. "Admit Defeat"
5. "Pick Your Poison"  (Färm, Hägerås, Nikola Sarcevic)
6. "The World Just Stopped"
7. "Waiting to Go Off"
8. "Angles"
9. "Be Real"
10. "Your Complexion"
11. "No Lies That Small"
12. "The Way I'm Going"
13. "Outro"